# استیر (بلژیک)
شهر استیر (به فرانسوی: Hastière) در شهرستان دینان (بلژیک)  در استان نمور  در منطقه فدرال والوون در کشور بلژیک واقع شده‌است.